# Lankove, Cernihivka
Lankove (în ucraineană Ланкове, în germană Landskrone) este un sat în comuna Șîrokîi Iar din raionul Cernihivka, regiunea Zaporijjea, Ucraina. Satul a fost locuit de germanii pontici.   

## Demografie
Componența lingvistică a localității Lankove
     Ucraineană (92,52%)
     Rusă (6,8%)
     Alte limbi (0,68%)
Conform recensământului din 2001, majoritatea populației localității Lankove era vorbitoare de ucraineană (92,52%), existând în minoritate și vorbitori de rusă (6,8%).